# Movimiento por la Dignidad y la Independencia
El Movimiento por la Dignidad y la Independencia (MODIN) fue un partido político de Argentina.
Se autodefinía como una agrupación «defensora de la República, de sus instituciones, de la justicia, la libertad y la dignidad».
Fue fundado por Aldo Rico, el exmayor del Ejército Ernesto Barreiro y Enrique Venturino, todos ellos excarapintadas.
En las elecciones presidenciales de 2007 apoyó la candidatura del gobernador neuquino Jorge Sobisch, obteniendo 10 580 votos, lo que representó al 0,09 % del total de sufragios.
Por resolución de la Convención Nacional partidaria del 20 de junio de 2010 se adoptó el nuevo nombre de Partido del Campo Popular, medida que ha quedado firme en la Justicia Federal con competencia electoral.

## Historia
Originalmente llamado Movimiento por la Dignidad Nacional, el Modin fue formado por Aldo Rico después de ser indultado por Carlos Menem de la condena que recibió por la sublevación carapintada en Monte Caseros en 1988. Durante las Elecciones legislativas de 1993 en Argentina logró un inesperado tercer puesto a nivel nacional, aunque aún lejos de quebrar el bipartidismo del Partido Justicialista y la Unión Cívica Radical.
El Modin perdería el status de tercer partido luego de las elecciones de Convencionales Constituyentes de 1994, en la que el Frente Grande capitalizaría el descontento popular con el Pacto de Olivos. El Modin formaría un bloque con la UCR y el Frente Grande en la asamblea constituyente bonaerense, con el propósito de impedir la reelección de Eduardo Duhalde, pero inesperadamente luego se uniría a él. 
El Modín se fragmentó en las elecciones presidenciales de 1995. El partido desprendido del Modín se llamó Movimiento Azul y Blanco y llevó como candidato presidencial al exdictador Juan Carlos Onganía. Antes de la elección Onganía renunció a la fórmula por cuestiones de salud y fue reemplazado por su candidato a vicepresidente, aunque su nombre seguía apareciendo en la boleta, quedando decimocuarto y último, al recibir 3147 votos, lo que representó al 0,02 % de los votos válidos. Falleció tres semanas después de realizada la elección.

## Resultados electorales

### Presidente
|  | 1.78 % |

|  | 38,28 % |

|  | 0,16 % |

|  | 1.40 % |

### Diputados nacionales
| Año  | Votos     | %    | Bancas ganadas | Total de bancas |
| ---- | --------- | ---- | -------------- | --------------- |
| 1991 | 543.375   | 3,45 | 3/130          | 3/257           |
| 1993 | 946.310   | 5,78 | 4/127          | 7/257           |
| 1994 | 1.461.451 | 9,27 | 21/305         | —               |
| 1995 | 286.328   | 1,69 | 0/130          | 4/257           |
| 1997 | 158.380   | 0,92 | 0/127          | 0/257           |